# Lizze Broadway
Lizze Broadway, född 16 februari 1998 i Ohio, är en amerikansk skådespelare.
Broadway har bland annat medverkat i TV-serien Here and Now från 2018. Hon har även medverkat i filmerna The Inhabitant från 2022 och Ghosted från 2023.

## Filmografi (i urval)
- 2018: Here and Now
- 2022: The Inhabitant
- 2023: Ghosted
- 2023: Gen V
- 2025 – Kinda Pregnant